# Chã de Alegria
Chã de Alegria är en kommun i Brasilien.   Den ligger i delstaten Pernambuco, i den östra delen av landet, 1 600 km nordost om huvudstaden Brasília. Antalet invånare är 12 375.
Omgivningarna runt Chã de Alegria är en mosaik av jordbruksmark och naturlig växtlighet. Runt Chã de Alegria är det ganska tätbefolkat, med 54 invånare per kvadratkilometer.